# Serra (Espanha)
Serra é um município da Espanha na província de Valência, Comunidade Valenciana. Tem 57,3 km² de área e em 2021 tinha 3 326 habitantes (densidade: 58 hab./km²).

## Demografia
| Variação demográfica do município entre 1991 e 2004 | Variação demográfica do município entre 1991 e 2004 | Variação demográfica do município entre 1991 e 2004 | Variação demográfica do município entre 1991 e 2004 |
| --------------------------------------------------- | --------------------------------------------------- | --------------------------------------------------- | --------------------------------------------------- |
| 1991                                                | 1996                                                | 2001                                                | 2004                                                |
| 1421                                                | 1794                                                | 2004                                                | 2335                                                |